# Цветные танагры
Цветные танагры (лат. Chlorochrysa) — род птиц из семейства танагровых (Thraupidae). Распространены в Южной Америке.

## Классификация
В состав рода включают три вида:
| Изображение | Русское название         | Научное название             | Распространение                              |
| ----------- | ------------------------ | ---------------------------- | -------------------------------------------- |
|             | Chlorochrysa phoenicotis | Красноухая цветная танагра   | Колумбия и Эквадор                           |
|             | Chlorochrysa calliparaea | Оранжевоухая цветная танагра | Боливия, Колумбия, Эквадор, Перу и Венесуэла |
|             | Chlorochrysa nitidissima | Черноухая цветная танагра    | Колумбия                                     |